# Desmoncus
Desmoncus je rod palmi smješten u podtribus Bactridinae, dio tribusa Cocoseae, potporodica Arecoideae. Postoji 24 priznatih vrsta iz tropske Južne Amerike, na sjever sve do južnog Meksika.

## Vrste
1. Desmoncus chinantlensis Liebm. ex Mart.
2. Desmoncus cirrhifer A.H.Gentry & Zardini
3. Desmoncus costaricensis (Kuntze) Burret
4. Desmoncus giganteus A.J.Hend.
5. Desmoncus horridus Splitg. ex Mart.
6. Desmoncus interjectus A.J.Hend.
7. Desmoncus kunarius de Nevers ex A.J.Hend.
8. Desmoncus latisectus Burret
9. Desmoncus leptoclonos Drude
10. Desmoncus loretanus A.J.Hend.
11. Desmoncus madrensis A.J.Hend.
12. Desmoncus mitis Mart.
13. Desmoncus moorei A.J.Hend.
14. Desmoncus myriacanthos Dugand
15. Desmoncus obovoideus A.J.Hend.
16. Desmoncus orthacanthos Mart.
17. Desmoncus osensis A.J.Hend.
18. Desmoncus parvulus L.H.Bailey
19. Desmoncus polyacanthos Mart.
20. Desmoncus prunifer Poepp. ex Mart.
21. Desmoncus pumilus Trail
22. Desmoncus setosus Mart.
23. Desmoncus stans Grayum & de Nevers
24. Desmoncus vacivus L.H.Bailey

## Sinonimi
- Atitara Barrère ex Kuntze
- Desmonchus Desf.